# Jedda (film, 1955)
Pour les articles homonymes, voir Jedda.
Pour plus de détails, voir Fiche technique et Distribution.
Jedda (Jedda the Uncivilized) est un film australien, réalisé par Charles Chauvel, sorti en 1955.
Il s'agit du dernier film de Charles Chauvel. C'est le premier film dont les rôles principaux sont tenus par des acteurs aborigènes (Robert Tudawali et Ngarla Kunoth). Le film Jedda a eu une influence importante dans le cinéma australien, et un plus grand retentissement international que les films australiens précédents, à une époque où les films d'Hollywood dominaient largement le box-office australien. Il s'agit ainsi du premier film australien sélectionné au Festival de Cannes, en 1955.

## Synopsis
Une femme blanche qui vient de perdre son bébé adopte une fillette aborigène qu'elle baptise Jedda, du nom d'un oiseau sauvage. Elle la tient à l'écart de la culture aborigène. Lorsqu'arrive Marbuck, un aborigène à la recherche d'un emploi, Jedda se montre fascinée par cet individu qui lui ressemble.

## Fiche technique
- Titre original : Jedda the Uncivilized
- Réalisation : Charles Chauvel
- Scénario : Charles Chauvel et Elsa Chauvel
- Musique originale : Isador Goodman
- Photographie : Carl Kayser
- Production : Charles Chauvel
- Pays d'origine :  Australie
- Langue originale : anglais
- Format : Couleurs - 35 mm - Mono
- Dates de sortie :
  -  Australie : 5 mai 1955
  -  France : 1955 (Festival de Cannes)
  -  Suède : 19 mai 1956
  -  États-Unis : 27 février 1957

## Distribution
- Ngarla Kunoth : Jedda
- Robert Tudawali : Marbuck
- Betty Suttor : Sarah McMann
- Paul Reynall : Joe
- George Simpson-Lyttle : Douglas McMann
- Tas Fitzer : Peter Wallis
- Wason Byers : Felix Romeo
- Willie Farrar : Joe enfant
- Margaret Dingle : Jedda enfant

## Distinctions
Le film a été présenté en sélection officielle en compétition au Festival de Cannes 1955.